# Sarah J. Maas
Sarah J. Maas (New York, 1986. március 5. –) amerikai fantasy regényíró, aki leginkább a 2012-ben debütáló Üvegtrón, és a 2015-ben megjelent Tüskék és rózsák udvara műveiről ismert. Legújabb munkái közé tartoznak a Föld és vér háza (2020), az Ég és lélegzet háza (2022) és a Láng és árny háza (2024) című kötetek, melyek a Crescent City című sorozatának részei. A sorozat harmadik kötete 2024. január 30-án jelent meg angol nyelven. A magyar nyelvű megjelenésről egyelőre nincs hír.

## Ifjúkora
Sarah J. Maas 1986. március 5-én született New Yorkban.
2008-ban Maas magna cum laude diplomát szerzett a New York-i Oneida megyei Clintonban, a Hamilton Főiskolán. Vallástudomány szakon végzett és kreatív írást is tanult.

## Magánélete
Maas és férje Pennsylvania-ban élnek. 2018 júniusában született meg fiuk Taran, 2022 februárjában pedig lányuk, Sloane.

## Élete
Maas tizenhat évesen kezdett bele debütáló regényének – az Üvegtrónnak a megírásába. Miután néhány fejezettel elkészült Maas megosztotta irományát a FictionPress.com oldalán, ahol az egyik legnépszerűbb történetté vált. Később eltávolították az oldalról, amikor Sarah úgy döntött megpróbálja kiadatni a regényt. A sorozat cselekménye Hamupipőke történetén alapul, azon elgondolásból kiindulva, hogy: "Mi történne, ha Hamupipőke nem szolga lenne, hanem egy gyilkos? És mi van akkor, ha nem részt vesz a bálon, hanem helyette meg akarja ölni a herceget?"
2008-ban kötött szerződést az ügynökével Tamar Rydzinski-vel, a Laura Dial Irodalmi Ügynökségnél. Az Üvegtrón kiadásának jogait 2010 márciusában vásárolta meg a Bloomsbury kiadó. A sorozat 15 országban jelent meg és 35 nyelven érhető el. Mielőtt az első regény megjelent volna Sarah számos előzménynovellát is írt a világhoz, amelyet Az orgyilkos pengéje és más történetek c. kötetben gyűjtöttek össze. A sorozat második része, az Éjkorona már a megjelenését követően felkerült a New York Times fiatal felnőtteknek szóló bestsellerek listájára (2013). A zárókötet, a Felperzselt királyság 2018. október 23-án jelent meg, így a kész sorozat összesen hét könyvből áll (a magyar kiadás az utolsó részt szétbontva 8 kötetet jelentetett meg).
A Tüskék és rózsák udvara, Maas második sorozata a hagyományos A szépség és szörnyeteg történet újragondolása. A trilógia első könyve 2009-ben íródott, de csak 2015-ben jelent meg, és azonnal helyet kapott a New York Times bestseller listáján. A negyedik könyv (Court of Silver Flames) várhatóan 2021 február 16-án jelenik meg. 2015 szeptemberében jelentették be, hogy a Mark Gordon Company televíziós jogokat szerzett a Tüskék és rózsák udvara megfilmesítésére.
2018. május 16-án Sarah J. Maas bejelentette harmadik, illetve első felnőtt fantasy sorozatának megjelenését Crescent City néven. Az első könyvet A Föld és a vér házát a Bloomsbury adta ki 2020. március 3-án. Magyarországon 2021. január 8-án jelenik meg a Könyvmolyképző Kiadó gondozásában.

## Publikációk

### Üvegtrón
A sorozat kötetei
- Üvegtrón (Throne of Glass, 2012. augusztus 2.)[5][10]
- Éjkorona (Crown of Midnight, 2013. augusztus 15.)[5]
- A tűz örököse (Heir of Fire, 2014. szeptember 2.)[5]
- Árnyak királynője (Queen of Shadow, 2015. szeptember 1.)[9]
- Viharok birodalma (Empire of Storms, 2016. szeptember 6.)[21]
- A hajnal tornya (Tower of Dawn, 2017. szeptember 5.)[22]
- Felperzselt királyság (Kingdom of Ash, 2018. október 23.)[12]

Kiegészítők
- Az orgyilkos pengéje (The Assassin's Blade, 2014)[5]
- Throne of Glass Coloring Book (2016)[23]
- The World of Throne of Glass[24]

### Tüskék és rózsák udvara
A sorozat kötetei
- Tüskék és rózsák udvara (A Court of Thorns and Roses, 2015. május 5.)[14]
- Köd és harag udvara (A Court of Mist and Fury, 2016. május 3.)[25]
- Szárnyak és pusztulás udvara (A Court of Wings and Ruin 2017. május 2.)[26]
- Fagy és csillagfény udvara (A Court of Frost and Starlight, 2018. május 1.)[27]
- Ezüst lángok udvara (A Court of Silver Flames, 2021. február 16.)[28]

Kiegészítők
- A Court of Thorns and Roses Coloring Book (2017)[29]

### Crescent City
- Föld és vér háza (House of Earth and Blood, 2020)
- Ég és lélegzet háza (House of Sky and Breath, 2022)
- “Láng és árny háza” (House of Flame and Shadow, 2024)

### Egyéb művei
- The Starkillers Cycle[30] (2014, ingyenes online könyv, elérhető Tumblr-en Susan Dennard társszerzője)
- Az istenek alkonya (Twilight of the Gods)[31]
- Macskanő: Lélektolvaj (Catwoman, 2018)[32]

## Magyarul megjelent művei
- Catwoman. Macskanő. Lélektolvaj; ford. Szabó Krisztina; Könyvmolyképző, Szeged, 2020 (Vörös pöttyös könyvek)

### Üvegtrónsorozat
- Throne of glass. Üvegtrón; ford. Varga Csaba; Könyvmolyképző, Szeged, 2013 (Vörös pöttyös könyvek)
- Crown of midnight. Éjkorona. Az Üvegtrón folytatása; ford. Hetesy Szilvia; Könyvmolyképző, Szeged, 2014 (Vörös pöttyös könyvek)
- Heir of fire. A tűz örököse. Az Éjkorona folytatása; ford. Hetesy Szilvia; Könyvmolyképző, Szeged, 2015 (Vörös pöttyös könyvek)
- The assassin's blade. Az orgyilkos pengéje. Az Üvegtrón előzményei; ford. Hetesy Szilvia; Könyvmolyképző, Szeged, 2015 (Vörös pöttyös könyvek)
- Queen of shadows. Árnyak királynője. A Tűz örököse folytatása; ford. Hetesy Szilvia; Könyvmolyképző, Szeged, 2016 (Vörös pöttyös könyvek)
- Empire of storms. Viharok birodalma. Az Árnyak királynője folytatása; ford. Hetesy Szilvia; Könyvmolyképző, Szeged, 2017 (Vörös pöttyös könyvek)
- Tower of dawn. A hajnal tornya; ford. Szabó Krisztina; Könyvmolyképző, Szeged, 2018 (Vörös pöttyös könyvek)
- Kingdom of ash. Felperzselt királyság, 1-2. Üvegtrón sorozat befejező része; ford. Szabó Krisztina; Könyvmolyképző, Szeged, 2019 (Vörös pöttyös könyvek)

### Tüskék és rózsák udvarasorozat
- A court of thorns and roses. Tüskék és rózsák udvara; ford. Hetesy Szilvia; Könyvmolyképző, Szeged, 2016 (Zafír pöttyös könyvek)
- A court of mist and fury. Köd és harag udvara; ford. Hetesy Szilvia; Könyvmolyképző, Szeged, 2017 (Zafír pöttyös könyvek)
- A court of wings and ruin. Szárnyak és pusztulás udvara; ford. Hetesy Szilvia; Könyvmolyképző, Szeged, 2019 (Zafír pöttyös könyvek)
- A court of frost and starlight. Fagy és csillagfény udvara; ford. Hetesy Szilvia; Könyvmolyképző, Szeged, 2019 (Zafír pöttyös könyvek)
- A court of silver flames. Ezüst lángok udvara; ford. Szabó Krisztina; Könyvmolyképző, Szeged, 2021 (Zafír pöttyös könyvek)

### Crescent Citysorozat
- 1. House of earth and blood. Föld és vér háza; ford. Szabó Krisztina; Könyvmolyképző, Szeged, 2020 (Zafír pöttyös könyvek)
- 2. Ég és lélegzet háza; ford. Szabó Krisztina; Könyvmolyképző, Szeged, 2022 (Zafír pöttyös könyvek)
- 3. Láng és árny háza; ford. Szarkáné Sándor Alexandra Valéria; Könyvmolyképző, Szeged, 2024 (Zafír pöttyös könyvek)

## Díjak
| Év   | Díj                        | Kategória                          | Könyv                        | Eredmény       |
| ---- | -------------------------- | ---------------------------------- | ---------------------------- | -------------- |
| 2012 | Publishers Weekly          | -                                  | Üvegtrón                     | Starred review |
| 2012 | RT Book Reviews            | -                                  | Üvegtrón                     | Top Pick       |
| 2013 | Isinglass                  | Teen Read Award—Grades 6-8         | Üvegtrón                     | Jelölve        |
| 2013 | Kirkus Reviews             | -                                  | Éjkorona                     | Starred Review |
| 2013 | RT Book Reviews            | -                                  | Éjkorona                     | Top Pick       |
| 2014 | RT Book Reviews            | -                                  | A tűz örököse                | Top Pick       |
| 2014 | School Library Journal     | -                                  | A tűz örököse                | Starred Review |
| 2015 | Eliot Rosewater Indiana    | High School Book Award—Grades 9-12 | Üvegtrón                     | Jelölve        |
| 2015 | Sequoyah Book Award        | High School                        | Üvegtrón                     | Jelölve        |
| 2015 | Goodreads Choice Award     | Young Adult Fantasy                | Árnyak királynője            | Elnyerte       |
| 2015 | RT Book Reviews            | -                                  | Árnyak királynője            | Top Pick       |
| 2015 | Booklist                   | -                                  | Tüskék és rózsák udvara      | Starred Review |
| 2015 | LibraryReads               | -                                  | Tüskék és rózsák udvara      | Starred Review |
| 2015 | RT Book Reviews            | -                                  | Tüskék és rózsák udvara      | Top Pick       |
| 2016 | Colorado Blue Spruce Award | Young Adult                        | Üvegtrón                     | Jelölve        |
| 2016 | Nutmeg Book Award          | Teen                               | Üvegtrón                     | Jelölve        |
| 2016 | RT Book Reviews            | -                                  | Viharok birodalma            | Top Pick       |
| 2016 | Tayshas Reading            | Young Adult                        | Tüskék és rózsák udvara      | Commended      |
| 2016 | Goodreads Choice Award     | Young Adult Fantasy                | Köd és harag udvara          | Elnyerte       |
| 2017 | Dragon Award               | Young Adult/Middle-Grade Novel     | Szárnyak és pusztulás udvara | Jelölve        |
| 2017 | Goodreads Choice Award     | Young Adult Fantasy                | Szárnyak és pusztulás udvara | Elnyerte       |
| 2018 | Kirkus Reviews             | -                                  | Macskanő: Lélektolvaj        | Starred Review |
| 2018 | Goodreads Choice Award     | Young Adult Fantasy                | Felperzselt királyság        | Elnyerte       |
| 2018 | Dragon Award               | Young Adult/Middle-Grade Novel     | Fagy és csillagfény udvara   | Jelölve        |
| 2020 | Booklist                   | -                                  | Föld és vér háza             | Starred Review |

## Külső linkek
- Hivatalos weboldal

## Fordítás
- Ez a szócikk részben vagy egészben  a   Sarah J. Maas című angol Wikipédia-szócikk ezen változatának fordításán alapul.  Az eredeti cikk szerkesztőit annak laptörténete sorolja fel. Ez a jelzés csupán a megfogalmazás eredetét és a szerzői jogokat jelzi, nem szolgál a cikkben szereplő információk forrásmegjelöléseként.